# Gmina Velika Kopanica
Gmina Velika Kopanica (chorw. Općina Velika Kopanica) – gmina w Chorwacji, w żupanii brodzko-posawskiej.

## Miejscowości i liczba mieszkańców (2011)
- Beravci – 815
- Divoševci – 296
- Kupina – 269
- Mala Kopanica – 166
- Velika Kopanica – 1762